# Rémy Valin
Pour les articles homonymes, voir Valin.
Rémy Valin, né le 9 décembre 1977 à Paris, est un entraîneur français de basket-ball

## Carrière
En 2007, Rémy Valin prend les rênes de l'ALM Évreux Basket, sept journées avant la fin de la saison en remplacement de Pascal Thibaud. Il était alors l'entraîneur assistant de l'ALM Évreux Basket.
Depuis, il détient le record de longévité à la tête du club normand, et est parvenu à qualifier l'équipe pour les play-offs de Pro B cinq années de suite (2010, 2011, 2012, 2013 et 2014). Cela n'était jamais arrivé depuis 1987, correspondant à la première participation d'Évreux aux championnats LNB.
Le 19 mai 2015, après huit ans passés à la tête de l'ALM Évreux, il s'engage avec le SPO Rouen Basket (renommé en juillet 2015 Rouen Métropole Basket) pour trois ans. Il totalise ainsi 160 victoires pour 129 défaites soit 55,4 % de victoire en saison régulière avec la formation euroise. A son départ il est désigné citoyen d'honneur de la ville d'Evreux.
Sa première saison dans l'élite ne se passe de la meilleure des manières. Il ne parvient pas à éviter la relégation en Pro B du Rouen Métropole Basket à l'issue de la saison 2015-2016.
Le 25 mai 2017 après deux saisons à Rouen, il s'engage avec l'AS Denain Voltaire en Pro B et remporte avec ce club la Leaders Cup de Pro B en 2018. En 2021, il établit le record de victoires du club en LNB avec 21 succès en saison régulière. A son départ, comme à Évreux il est désigné citoyen d'honneur de la ville de Denain.  
En 2022, il quitte le Nord pour rejoindre Fos Provence Basket en Betclic Elite Il est à ce jour le recordman de victoires en pro b.
En 2023, il signe à Denain en Pro B.
En 2024, il signe à l'Hermine de Nantes en Pro B.
.

### Joueur
- 2000 - 2002 :  AS Monaco (N2)
- 2003 - 2004 :  AS Aorai

### Entraîneur
- 2003 - 2004 :  Équipe de Tahiti des moins de 20 ans
- 2004 - 2006 :  SPO Rouen Basket (Réserve N3/Espoirs Pro A)
- 2007 - 2015 :  ALM Évreux Basket (Pro B)
- 2015 - 2017 :  Rouen Métropole Basket (Pro A puis Pro B)
- 2017 - 2022 :  AS Denain Voltaire (Pro B)
- 2022  - 2023 :  Fos Provence Basket (Betclic Elite)
- 2023 - 2024 :  AS Denain Voltaire (Pro B)
- 2024 - 2025 :  Nantes Hermine Basket (Pro B)

### Assistant entraîneur
- 2002 - 2003 :  AS Monaco (N2)
- 2006 - 2007 :  ALM Évreux Basket (Pro B)

## Récompenses
- Avec l'ALM Évreux Basket :
  - Trophée LNB du meilleur entraîneur de Pro B 2013.
  - Sélectionné au All Star Game LNB, à Paris Bercy, comme entraîneur adjoint de la sélection française en 2010.
- Avec l'AS Denain Voltaire :
  - Sélectionné au All Star Game LNB, à Paris Bercy, comme entraîneur adjoint de la sélection française en 2019.

## Palmarès
- Avec l'AS Denain Voltaire :
  - Leaders Cup de Pro B : 2018